# Alle van der Sluis
Alle van der Sluis (Schoonoord, 16 april 1884 – Assen, 27 augustus 1973) was een Nederlandse burgemeester.
Van der Sluis was een zoon van de vervener Auke van der Sluis en Albertje de Wilde. Van der Sluis werd evenals zijn vader vervener. In 1923 werd hij benoemd tot burgemeester van Havelte. In 1931 volgde zijn benoeming tot burgemeester van Rolde. Met een onderbreking in 1945, waarin hij werd vervangen door Hendrik Wilhelm Johannes Jacobus van Deventer, bleef hij officieel in functie tot 1946. Na de Tweede Wereldoorlog werd hij op grond van het Zuiveringsbesluit 1945 geschorst en vervangen door waarnemend burgemeester Gerhard Nijenhuis. In 1946 werd Van der Sluis eervol ontslagen. Hij werd opgevolgd door Theodoor Philip Mackay.
Van der Sluis trouwde op 3 december 1914 te Winsum met de onderwijzeres Siepke Kuipers, van wie hij in 1936 scheidde. Op 19 april 1937 hertrouwde hij in Leiden met Grietje Reijnders, een dochter van zijn voorganger als burgemeester van Rolde Synco Reijnders en Rensina Gesina Meursing.

## Werkomstandigheden in Havelte
De kamer van burgemeester Van der Sluis in het nieuwe gemeentehuis van Havelte, het jaar na zijn installatie gereedgekomen, was zo gehorig, dat zijn gesprekken in de hal van het gemeentehuis gevolgd konden worden. De timmerman van de gemeente slaagde er niet in om dit euvel te verhelpen. Ook na aanpassingen bleef dit euvel bestaan.